# Akzente
Akzente es una revista literaria alemana fundada en 1953 por Walter Höllerer y Hans Bender.  Desde febrero de 1954 hasta 2014, apareció cada dos meses en Carl Hanser Verlag, Munich, con el subtítulo Zeitschrift für Literatur (Revista de Literatura). Desde 2015, la revista se publica trimestralmente. Sus enfoques principales son la poesía lírica y la prosa breve.  Junto con Sinn und Form y Die Horen, marcó la tendencia literaria alemana de la segunda mitad del s. xx y principios del xxi; Ricardo Bada le considera "la más importante revista literaria y cultural en todo el ámbito alemán."
Walter Höllerer fue coeditor hasta 1967.  Hans Bender fue el único editor hasta 1975 y más tarde fue apoyado por Michael Krüger.  De 1981 a 2014, Michael Krüger fue el único editor.  Entre los escritores importantes cuyos textos se publicaron en las décadas de 1950 y 1960 se encuentran Thomas Mann, Elias Canetti, Erich Fried, Peter Weiss, Hilde Domin, Ernst Meister, Paul Celan y Nelly Sachs.  Muchos textos del Grupo 47 se publicaron por primera vez en Akzente, incluyendo textos de Ingeborg Bachmann, Martin Walser, Hans Magnus Enzensberger, Uwe Johnson, Ilse Aichinger y Günter Grass.
En 1972, Akzente es la primera revista extranjera en publicar una antología de exclusivamente poetas experimentales españoles; Juan José Lanz considera que dicha publicación "abrió, en cierto modo, las puertas de revistas importantes de literatura en España a la poesía experimental."
En 1974, la editorial Zweitausendeins reeditó los primeros 20 años del periódico en una edición de bolsillo de siete volúmenes (con el contenido completo de Karl Rudolf Pigge).
En 1978 editaron Felipe Boso y Ricardo Bada en Akzente un número monográfico sobre la literatura española del momento y en 1981 una antología de la literatura española publicada a partir de 1960, bajo el título Ein Schiff aus Wasser;  en 1981 ambos autores fueron nombrados Caballeros de la Orden de Isabel la Católica.
A partir de 2015, la revista se publica cuatro veces al año en un formato más grande. Cada número está dedicado a un tema especial, al que la editora Jo Lendle invita a un coeditor.

## Otras lecturas
- Susanne Krones: Akzente“ im Carl Hanser Verlag. Geschichte, Programm und Funktionswandel einer literarischen Zeitschrift 1954–2003 . Wallstein Verlag, Gotinga 2009,ISBN 978-3-8353-0551-9 .

- Datos: Q424509